# 伊斯兰复兴运动
伊斯兰复兴运动（阿拉伯语：‎），阿爾及利亞政黨。
在2002年的選舉中，伊斯兰复兴运动獲得0.6％的選票，並有一名成員進入議會。而在2007年人民國民大會選舉中，該黨的得票率為3.39％，獲得389個席次其中5個席位。